# Чирчим
Чирчим — река в России, протекает по Камешкирскому и Неверкинскому районам Пензенской области. Приток Кадады. Длина реки составляет 26 км. Площадь водосборного бассейна — 255 км².
Начинается юго-западнее села Старый Чирчим. Протекает через него, далее течёт в общем восточном направлении по открытой местности. Затем отклоняется к северо-востоку, протекает через Сулеймановку, Исикеево и Сосновый Овраг. Устье реки находится в 99 км от устья Кадады у села Джалилово. Ширина реки у Исикеево — 14 метров, глубина — 0,3 метра.
Основные притоки — овраг Коренной (пр) и река Камышинка (пр).

## Данные водного реестра
По данным государственного водного реестра России относится к Верхневолжскому бассейновому округу, водохозяйственный участок реки — Сура от истока до Сурского гидроузла, речной подбассейн реки — Сура. Речной бассейн реки — (Верхняя) Волга до Куйбышевского водохранилища (без бассейна Оки).
Код объекта в государственном водном реестре — 08010500112110000035307.